# Варшев
Варшев (пол. Warszew) — село в Польщі, у гміні Опатувек Каліського повіту Великопольського воєводства.
Населення — 173 особи (2011).
У 1975—1998 роках село належало до Каліського воєводства.

## Демографія
Демографічна структура станом на 31 березня 2011 року:
|          | Загалом | Допрацездатний вік | Працездатний вік | Постпрацездатний вік |
| -------- | ------- | ------------------ | ---------------- | -------------------- |
| Чоловіки | 87      | 16                 | 58               | 13                   |
| Жінки    | 86      | 19                 | 46               | 21                   |
| Разом    | 173     | 35                 | 104              | 34                   |